# Paul Grassot
 (avril 2016).
Si vous disposez d'ouvrages ou d'articles de référence ou si vous connaissez des sites web de qualité traitant du thème abordé ici, merci de compléter l'article en donnant les références utiles à sa vérifiabilité et en les liant à la section « Notes et références ».
Pour les articles homonymes, voir Grassot.
Paul Grassot, dit simplement Grassot (né Jacques Antoine Grassot à Paris le 16 septembre 1799, où il est mort le 18 janvier 1860), est un acteur français.

## Biographie
Il fit toute sa carrière au théâtre du Palais-Royal. Son jeu excentrique, sa voix enrouée et sa pantomime bouffonne en firent un des comiques les plus applaudis de Paris[réf. nécessaire].
Le 29 mai 1852 il avait épousé à Paris sa collègue Françoise Billiard, dès lors connue sous le nom de Madame Grassot.

## Carrière

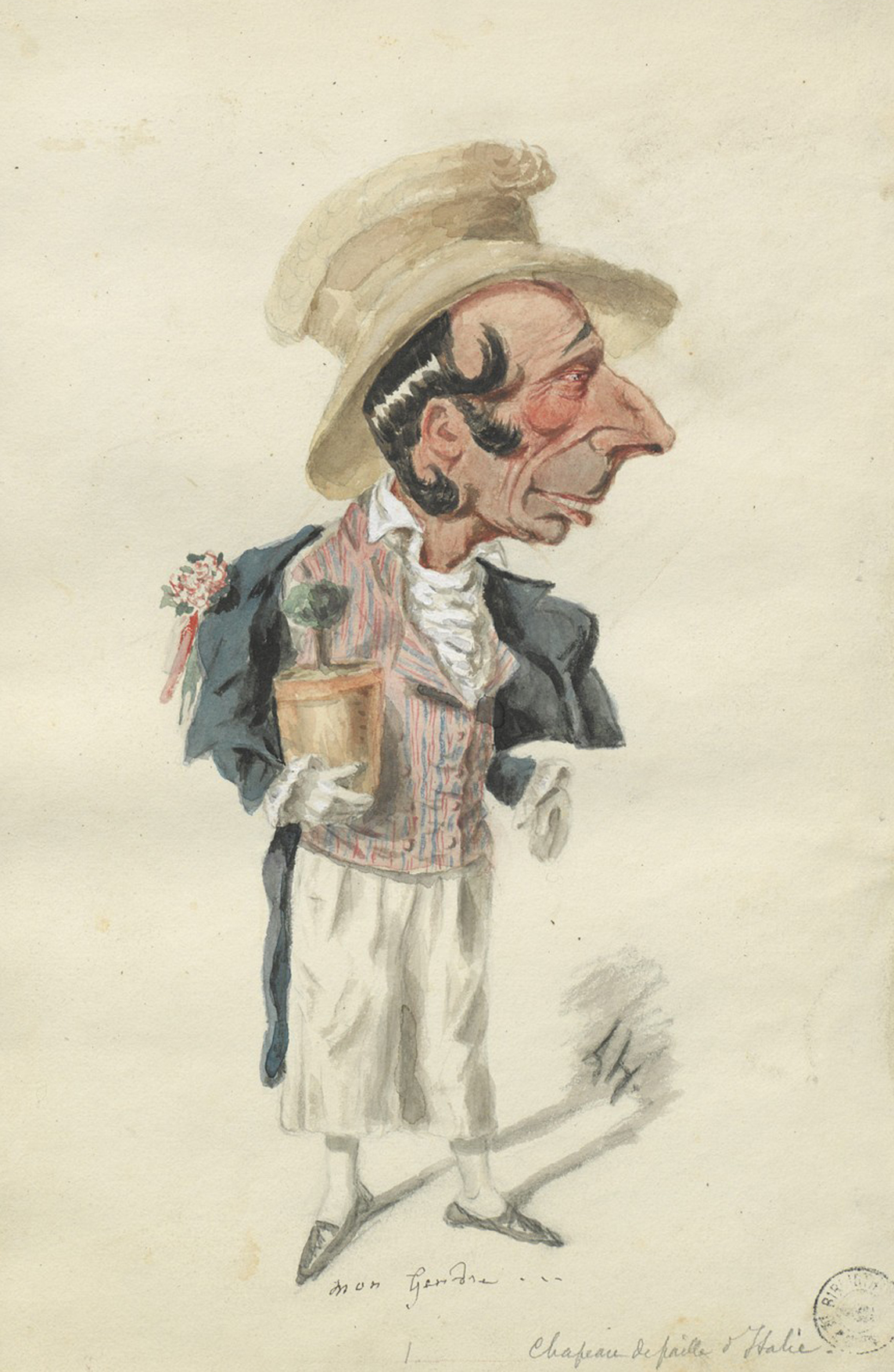
dessin de Lhéritier : Paul Grassot dans Un chapeau de paille d'Italie (1851) d'Eugène Labiche et Marc-Michel

- 1838 : Monsieur de Coyllin ou l'Homme infiniment poli d'Eugène Labiche, Auguste Lefranc et Marc-Michel, théâtre du Palais-Royal : M. de Coyllin
- 1839 : Les Avoués en vacances, comédie-vaudeville en 2 actes de Bayard et Dumanoir, théâtre du Palais-Royal : Zurich et Francine
- 1843 : Les Hures-Graves de Dumanoir, Clairville et Paul Siraudin, théâtre du Palais-Royal : Job âgé de 300 ans
- 1844 : Deux papas très bien ou la Grammaire de Chicard d'Eugène Labiche et Auguste Lefranc, théâtre du Palais-Royal : Tourterot
- 1845 : Le Roi des Frontins d'Eugène Labiche, Auguste Lefranc, théâtre du Palais-Royal : Fayensal
- 1845: L'École buissonnière d'Eugène Labiche, théâtre du Palais-Royal : Provins
- 1845 : Les Pommes de terre malades de Clairville et Dumanoir], théâtre du Palais-Royal : le fils de Boudin
- 1846 : Mademoiselle ma femme d'Eugène Labiche, Auguste Lefranc, théâtre du Palais-Royal : Naquet
- 1847 : Une fièvre brûlante de Mélesville et Nezel, théâtre du Palais-Royal : le comte de Renardoff
- 1848 : Un voyage sentimental de Charles Varin, de Leuven et Brunswick, théâtre du Palais-Royal
- 1848 : Une chaîne anglaise d'Eugène Labiche, théâtre du Palais-Royal : Charençon
- 1848: Une tragédie chez M. Grassot d'Eugène Labich et Auguste Lefranc, théâtre du Palais-Royal : Ulysse
- 1849 : Les Manchettes d'un vilain d'Eugène Labiche et Saint-Yves, théâtre du Palais-Royal : Sangredino
- 1849 : Trompe-la-balle d'Eugène Labiche et Auguste Lefranc, théâtre du Palais-Royal : Crémuffendorf
- 1849 : Exposition des produits de la République d'Eugène Labiche, Dumanoir et Clairville, théâtre du Palais-Royal : un bousingot et un socialiste
- 1849 : Les Marraines de l'an trois de Dumanoir et Clairville, théâtre du Palais-Royal : Soulouque
- 1850 : Traversin et Couverture d'Eugène Labiche et Charles Varin, théâtre du Palais-Royal : Salvador
- 1850 : Le Sopha d'Eugène Labiche, Mélesville et Charles Desnoyer, théâtre du Palais-Royal : le marquis de Haute-Futaie
- 1850 : La Fille bien gardée d'Eugène Labiche et Marc-Michel, théâtre du Palais-Royal : Saint-Germain
- 1850 : Un bal en robe de chambre d'Eugène Labiche et Marc-Michel, théâtre du Palais-Royal : Le vicomte de Vert-Gazon
- 1851 : Mam'zelle fait ses dents d'Eugène Labiche et Marc-Michel, théâtre du Palais-Royal : Turpin
- 1851 : Un chapeau de paille d'Italie d'Eugène Labiche et Marc-Michel, théâtre du Palais-Royal : Nonancourt
- 1851 : Martial, le casse-cœur de Mélesville, théâtre du Palais-Royal : Pipelet[5]
- 1852 : Maman Sabouleux d'Eugène Labiche et Marc-Michel, théâtre du Palais-Royal : Sabouleux
- 1852 : Les Coulisses de la vie, comédie-vaudeville en 5 actesde Dumanoir et Clairville, théâtre du Palais-Royal : Saint-Martin
- 1852 : Mon Isménie d'Eugène Labiche et Marc-Michel, théâtre du Palais-Royal : Dardenbœuf
- 1853 : Un ut de poitrine d'Eugène Labiche et Auguste Lefranc, théâtre du Palais-Royal : Fridolin
- 1853 : La Chasse aux corbeaux d'Eugène Labiche et Marc-Michel, théâtre du Palais-Royal : Montdouillard
- 1853 : Un chapeau qui s'envole de Delacour et Morand : Jobinard
- 1854 : Espagnolas et Boyardinos d'Eugène Labiche et Marc-Michel, théâtre du Palais-Royal : Crétinowitch
- 1855 : La Perle de la Canebière d’Eugène Labiche et Marc-Michel, théâtre du Palais-Royal : Beautendon
- 1855 : Les Précieux d’Eugène Labiche, Marc-Michel et Auguste Lefranc, théâtre du Palais-Royal : Carolus de Valtravers
- 1856 : La Fiancée du bon coin d’Eugène Labiche et Marc-Michel, théâtre du Palais-Royal : Dindard
- 1856 : La Queue de la poële de Paul Siraudin, Alfred Delacour et Lartigue : le roi Kaperdulaboula[6]
- 1856 : Un monsieur qui a brûlé une dame d’Eugène Labiche et Auguste Anicet-Bourgeois : Loiseau
- 1856 : Un bal d'auvergnats de Paul Siraudin, Alfred Delacour et Lambert-Thiboust, théâtre du Palais-Royal
- 1856 : La Queue de la poële de Paul Siraudin et Alfred Delacour, théâtre du Palais-Royal
- 1857 : Les Noces de Bouchencœur d’Eugène Labiche, Albert Monnier et Édouard Martin, théâtre du Palais-Royal : Bouchencœur
- 1858 : Le Punch Grassot d'Eugène Grangé et Alfred Delacour, théâtre du Palais-Royal

## Note
1. ↑  C'est Henry Lyonnet qui lui attribue le premier le prénom de Paul (erreur qui s'est perpétuée), tandis qu'Edmond-Denis de Manne indique bien dans l'extrait baptistaire les prénoms de Jacques Antoine. Cependant ce dernier cite un acte du 22 nivôse an VIII (12 janvier 1800), alors que l'État civil reconstitué de Paris ne comprend qu'une fiche à la date du 16 septembre 1799...
2. ↑  Paris, État civil reconstitué, vue 11/26.
3. ↑  Acte de décès à Paris 1er, vue 14/21.
4. ↑  Paris, État civil reconstitué, vue 20/49.
5. ↑  Portrait de Grassot dans le rôle de Pipelet par Lhéritier lire en ligne sur Gallica.
6. ↑  Portrait de Grassot dans le rôle de Kaperdulaboul par Lhéritier lire en ligne sur Gallica.